# Pellenes dahli
Pellenes dahli är en spindelart som beskrevs av Roger de Lessert 1915. Pellenes dahli ingår i släktet Pellenes och familjen hoppspindlar. Inga underarter finns listade i Catalogue of Life.